# NGC 3241
NGC 3241 في الفهرس العام الجديد، هي مجرة، تقع في كوكبة مفرغة الهواء. اكتشفت في 16 فبراير 1836 بواسطة جون هيرشل.

## روابط خارجية
- NGC 3241 على موقع ويكي سكاي: DSS2, SDSS, GALEX, IRAS, Hydrogen α, X-Ray, Astrophoto, Sky Map, Articles and images